# 1757
1757 (MDCCLVII) a fost un an obișnuit al calendarului gregorian, care a început într-o zi de vineri.

## Nașteri
- 7 iunie: Georgiana Cavendish, Ducesă de Devonshire (d. 1806)
- 6 septembrie: La Fayette (Marie-Joseph Paul Yves Roch Gilbert du Motier, marchiz de La Fayette), ofițer și politician francez (d. 1834)
- 9 octombrie: Carol al X-lea al Franței, rege al Franței și al Navarrei (1824-1830), (d. 1836)
- 1 noiembrie: Antonio Canova, sculptor italian (d. 1822)
- 28 noiembrie: William Blake, gravor, artist, poet și vizionar englez (d. 1827)
- 17 decembrie: Prințesa Maria Ana de Savoia (d. 1824)

## Decese
- 28 iunie: Sofia Dorothea de Hanovra, 70 ani, regină a Prusiei, fiica lui George I al Marii Britanii (n. 1687)
- 17 noiembrie: Maria Josepha de Austria (n. Maria Josepha Benedikta Antonia Theresia Xaveria Philippine), 57 ani, soția regelui Augustus al III-lea al Poloniei (n. 1699)